# 苯甲比妥
苯甲比妥（英語： 或称为“苯基甲基巴比妥酸”，phenylmethylbarbituric acid，商品名：Rutonal）是一种含氮有机化合物，化学式为C11H10N2O3，属于巴比妥类药物，结构上与甲基苯巴比妥类似。